# Thân vương quốc Regensburg
Thân vương quốc Regensburg (tiếng Đức: Fürstentum Regensburg) là một Thân vương quốc của Đế chế La Mã Thần thánh được thành lập vào năm 1803. Thủ đô của nó là Regensburg. Sau khi Đế quốc giải thể vào năm 1806, thân vương quốc trở thành một nhà nước thành viên của Liên bang Rhein cho đến năm 1810. Nhà cai trị của nó là Karl Theodor Anton Maria von Dalberg nhượng lại cho Vương quốc Bayern. Nhà cai trị của nó được bồi thường cho Hanau và Fulda và kết hợp với Aschaffenburg để tạo ra Đại công quốc Frankfurt.